# Ca n'Arboix
Ca n'Arboix és un edifici del municipi de Caldes d'Estrac (Maresme) inclòs en l'Inventari del Patrimoni Arquitectònic de Catalunya. Aquesta casa era habitada pels masovers de la Masia de Can Busquets.

## Descripció
Construcció de planta baixa i un pis del segle xviii a la qual s'hi afegeixen les arcades del nivell superior al segle xix.
Les obertures, el portal d'entrada i les finestres de la planta baixa estan emmarcades en pedra, la resta, no. Les arcades són de mig punt i tenen una barana de totxo fent formes calades.
Al capdamunt de l'edificació trobem una terrassa mirador amb voltes d'arc de mig punt i una barana feta amb totxos, que formen figures geomètriques. La curiositat de l'edificació és que aquesta terrassa comunica directament amb la finca de Can Busquets, salvant el desnivell del terreny, ja que queda a la mateixa alçada de l'entrada de la masia, a pocs metres de la famosa torre circular i, de fet, en trams del jardí tornem a trobar la barana de rajola que hem citat.